# تاسمانیوسور
تاسمانیوسور (نام علمی: Tasmaniosaurus) نام یک سرده از تیره نخست‌سوسماران است.